# Soevereine staat
Een soevereine staat is een staat met een duidelijk aangeduid territorium waarover die staat zowel intern als extern soevereiniteit uitoefent. Verder heeft een soevereine staat een permanente bevolking en een overheid en is hij onafhankelijk van andere staten of landen. Een soevereine staat heeft ook de mogelijkheid om internationale betrekkingen aan te gaan met andere soevereine staten. Normaal gesproken wordt echter de definitie aangehouden dat elke staat die niet afhankelijk is van een andere staat of grootmacht een soevereine staat is. Een soevereine staat hoeft niet noodzakelijkerwijs erkend te worden door andere soevereine staten, maar niet erkende soevereine staten hebben wel meer moeite met het aangaan van Internationale betrekkingen en diplomatieke relaties.

## Geschiedenis
De staat is niet altijd het uitgangspunt geweest van het gezag over land en volk en de legitimatie daarvan. In het Europa van de Middeleeuwen gold land veelal nog als persoonlijk bezit van de heerser en kon als zodanig dan ook opnieuw verdeeld en samengevoegd worden. Onder druk van de concurrentie tussen de westerse staten trad echter een proces van staatsvorming op. Van zo'n duizend zelfstandige politieke eenheden rond 1300 was dit afgenomen tot enkele tientallen in 1900.
Om de economische, industriële en militaire macht te laten groeien moest een steeds groter beroep gedaan worden op de bevolking. Volgens deze theorie droeg de militaire revolutie daarmee bij aan de staatsvorming in Europa. Als startpunt van deze ontwikkeling wordt wel 1494 genomen met het begin van de Italiaanse Oorlogen. Het volgende belangrijke jaar wordt vaak gezien als 1648. De grote Europese mogendheden sloten toen de Vrede van Westfalen, maar repten met geen woord over soevereiniteit.
Onder invloed van het Europese imperialisme is sinds de late negentiende eeuw bijna het gehele aardoppervlak verdeeld in staten met officiële grenzen. Er zijn wereldwijd meer dan 200 soevereine staten, waarvan het merendeel vertegenwoordigd is in de Verenigde Naties.

## Achtergrond
De term soevereiniteit wordt vaak verkeerd gebruikt. Tot de 19e eeuw werden landen en volkeren nog vaak aangeduid als zijnde “beschaafd” en “onbeschaafd”. Ook nu worden de termen staat, land en natie vaak gebruikt als synoniemen.
Een ander belangrijk punt bij soevereine staten is het erkennen ervan door andere staten. De meeste soevereine staten zijn zowel de jure als de facto; ze bestaan zowel wettelijk als echt. Het kan echter ook voorkomen dat een staat alleen als de jure bestaat; dan wordt de staat wettelijk wel erkend, maar in praktijk heeft die staat geen controle over het grondgebied dat van hem zou zijn. Veel Europese soevereine staten bestonden zo tijdens de Tweede Wereldoorlog, toen nazi-Duitsland deze staten had veroverd en de overheid in ballingschap verkeerde.